# Чин (грузинська літера)
Чин (груз. ჩინი /ʧʰini/) — двадцять шоста літера грузинської абетки, приголосна, вимовляється як українська «ч» (МФА: [tʃ]). За міжнародним стандартом ISO 9984 транслітерується як č'.
Не слід плутати з літерою ч'ар ჭ, яку вимовляють з горловою змичкою.

## Історія
| Асомтаврулі | Нусхурі | Мхедрулі |
| ----------- | ------- | -------- |
|             |         |          |

## Юнікод
- Ⴙ : U+10B9
- ჩ : U+10E9